# Friedensreich Hundertwasser

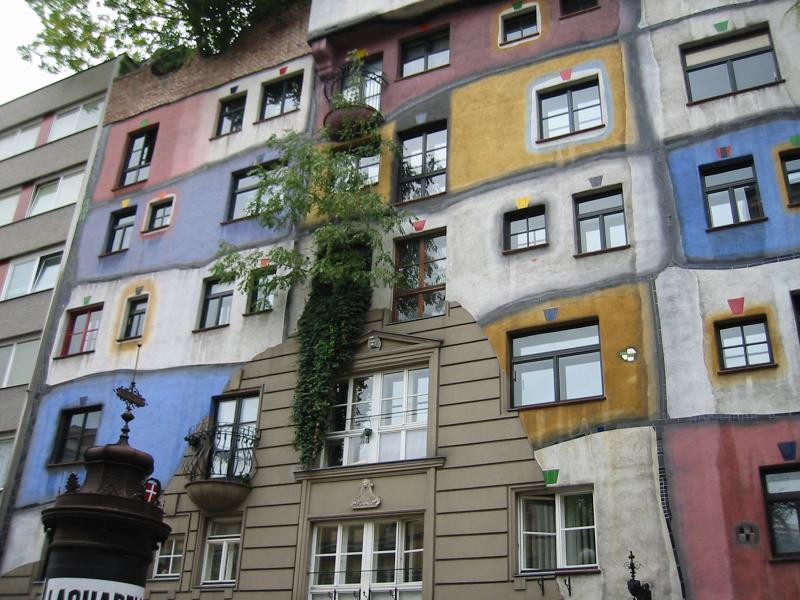
Wenen: Hundertwasserhaus

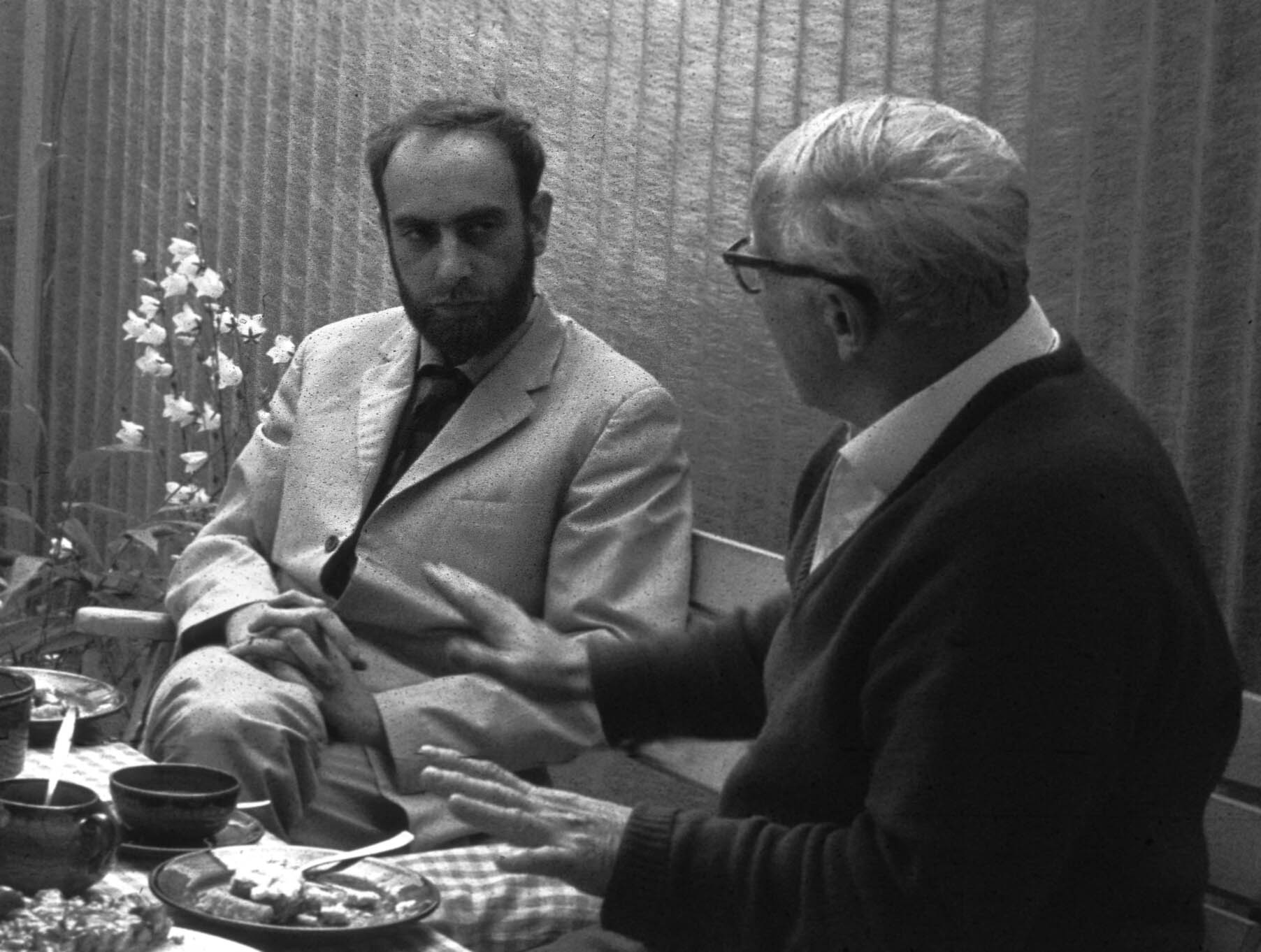
Hundertwasser (links) in Hannover, 1965

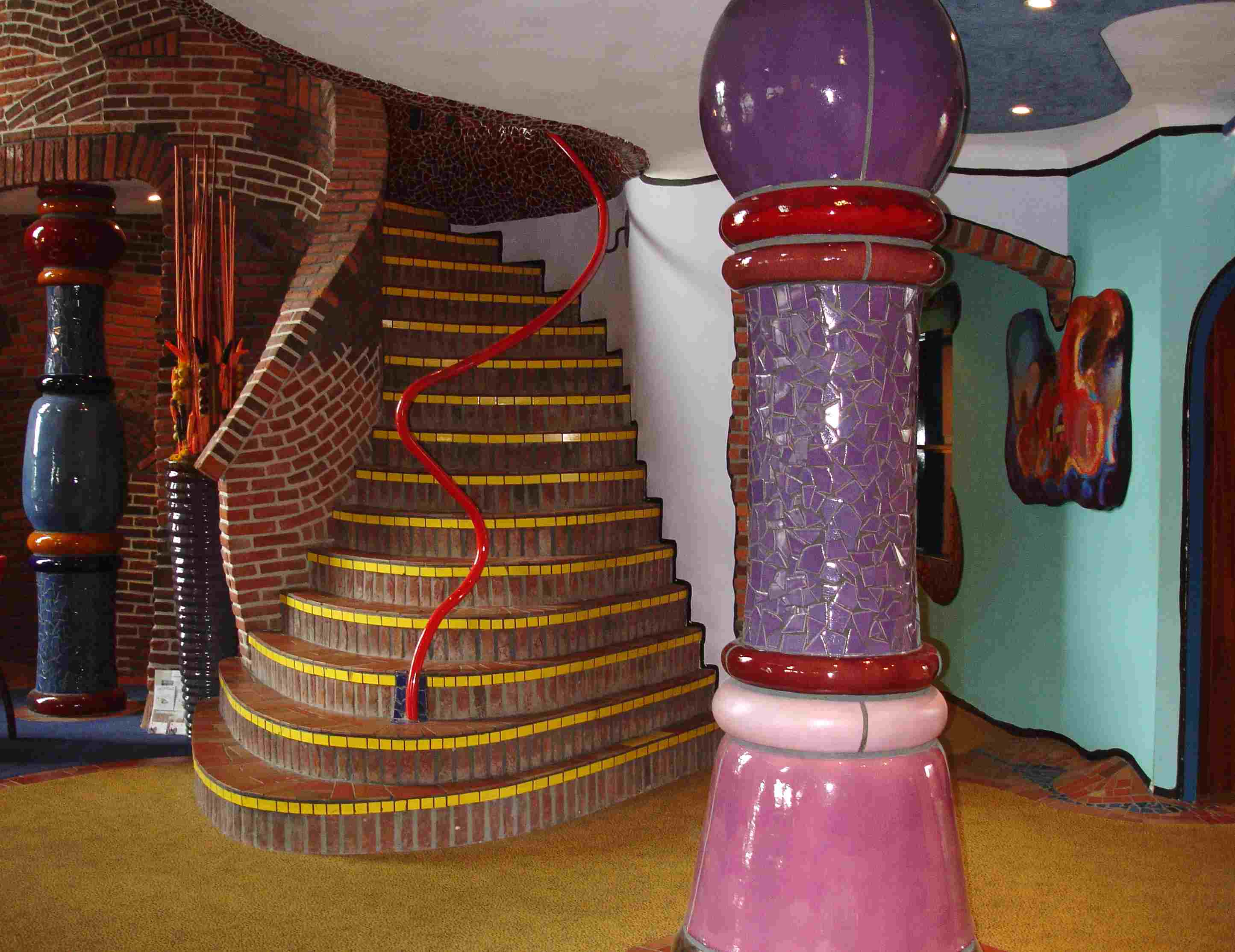
Kantoorgebouw te Goor in de stijl van Hundertwasser

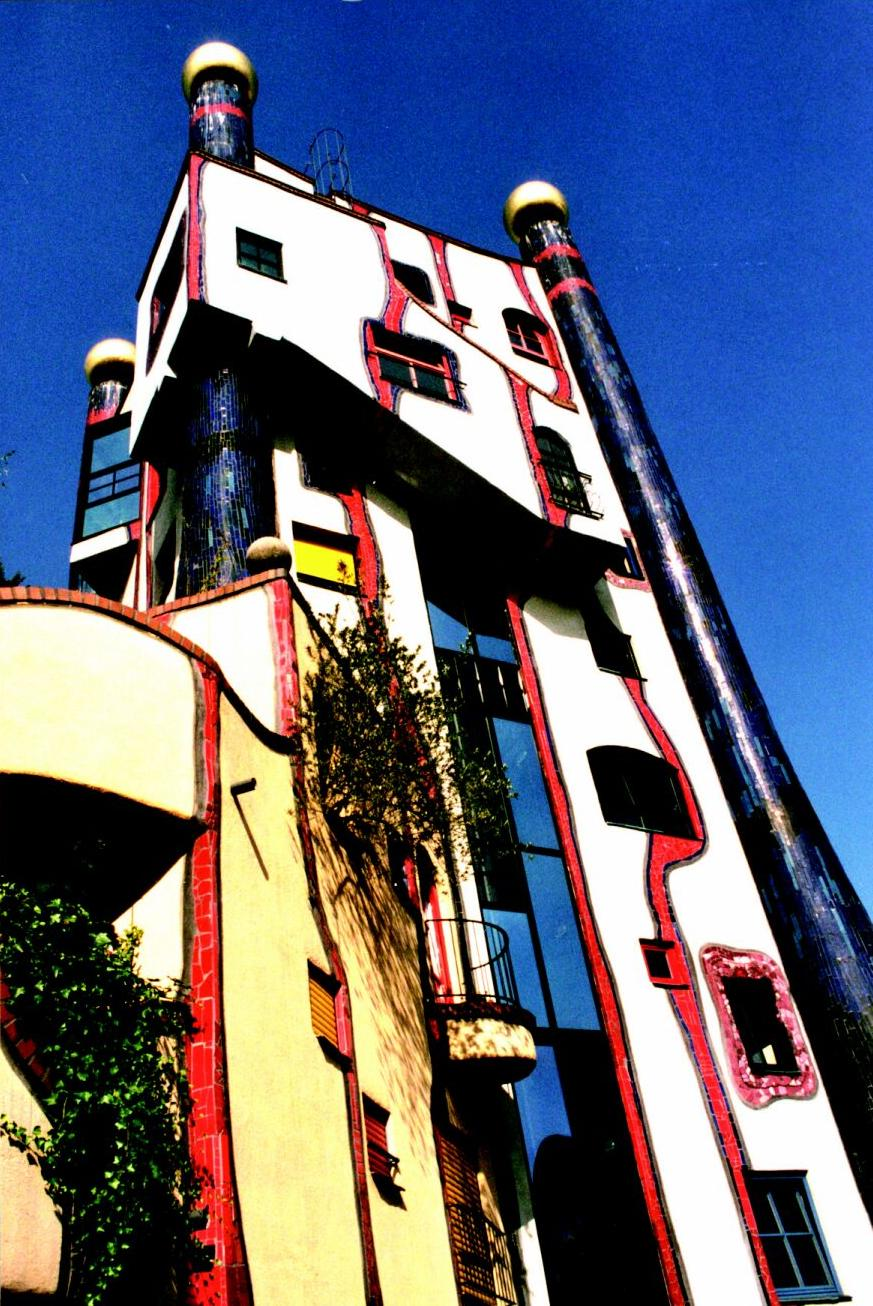
Plochingen

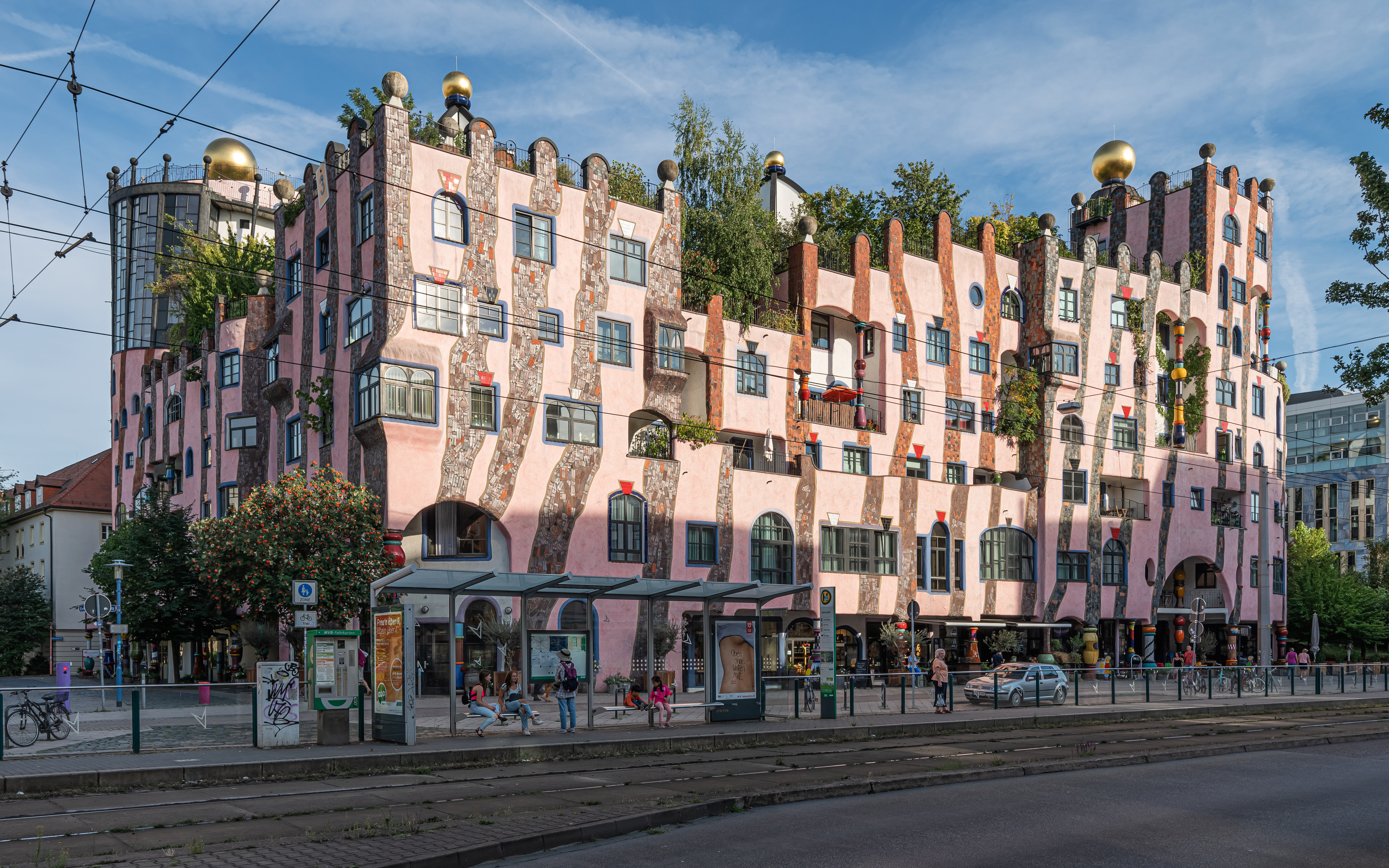
Maagdenburg

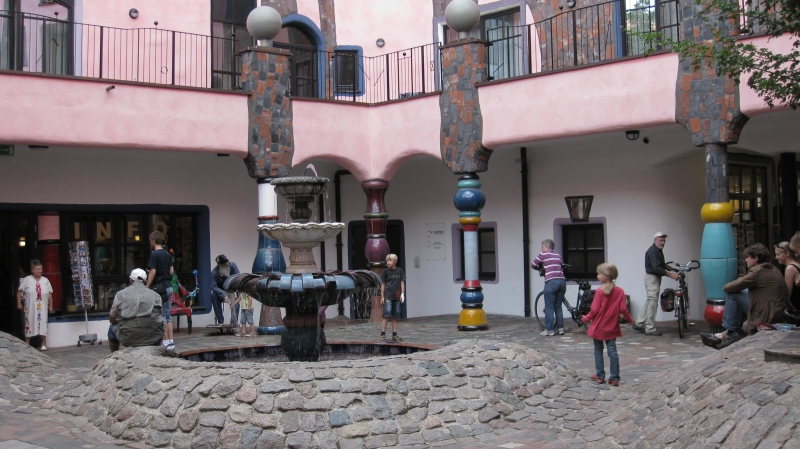
Binnenhof 'Grüne Zitadelle'

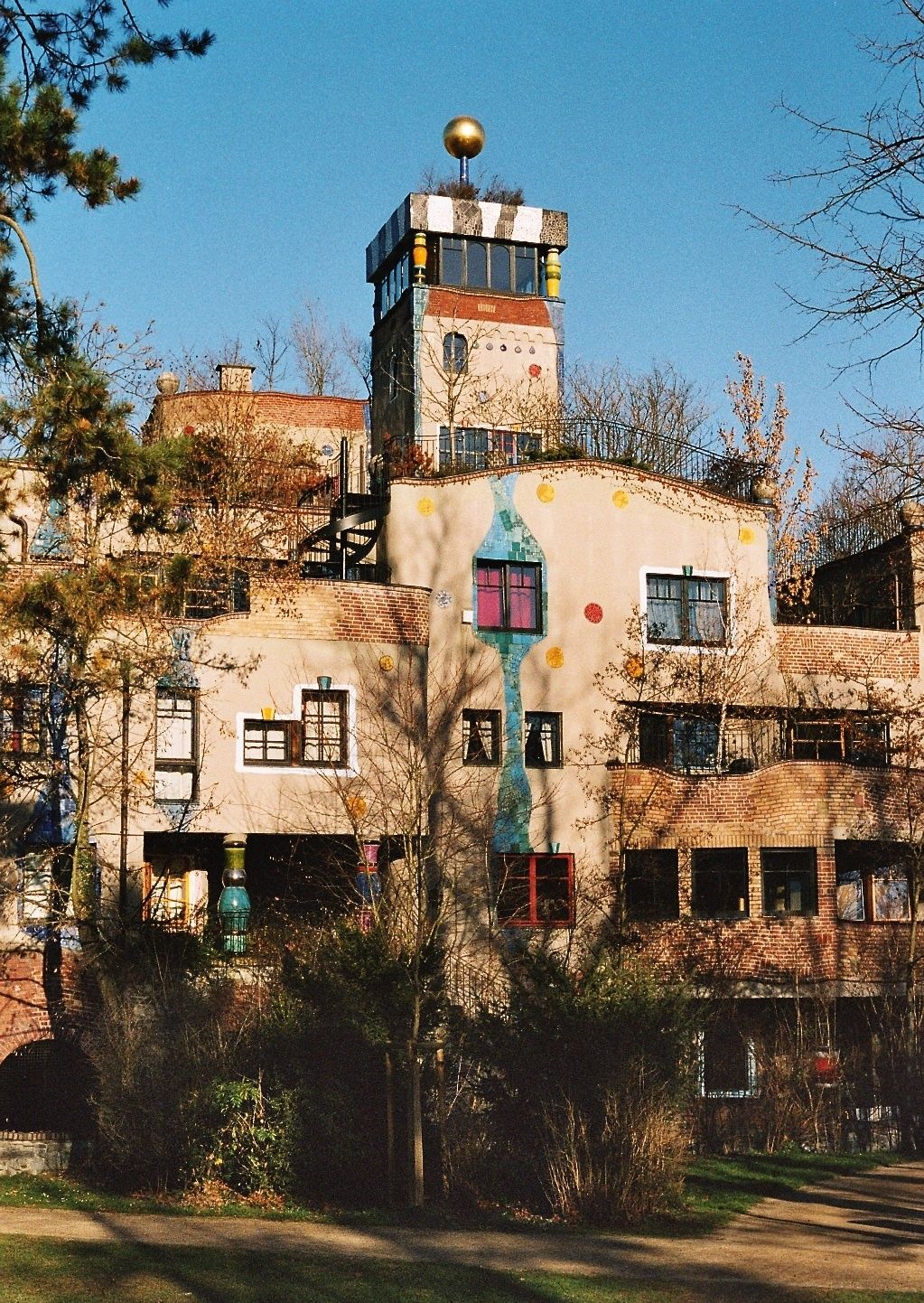
Bad Soden am Taunus

Friedensreich Hundertwasser, geboren als Friedrich Stowasser, (Wenen, 15 december 1928 – Queen Elizabeth 2, 19 februari 2000) was een Oostenrijks kunstenaar en architect. Hij stond vooral bekend om de door hem ontworpen, kleurrijke gebouwen en was voorvechter van een mens- en milieuvriendelijke bouwwijze.

## Levensloop
Zijn vader, Ernst Stowasser, overleed drie maanden na Friedensreichs eerste verjaardag. Als Joden onder het nazistische Oostenrijk van de Anschluss, was de Tweede Wereldoorlog een gevaarlijke tijd voor Friedensreich en zijn moeder Elsa. Ze ontliepen deportatie door zich als christenen voor te doen; een geloofwaardige zet aangezien Hundertwassers vader katholiek was geweest. Om verder onopgemerkt te blijven werd hij lid van de Hitlerjugend. Dat dit alles nodig was, bleek in 1943 toen negenenzestig Joodse familieleden van zijn moeder werden gedeporteerd en vermoord.
Als kind volgde Hundertwasser onderwijs aan de montessorischool waar zijn opmerkelijke werkwijze met kleuren door de leraren werd opgemerkt. In 1948 studeerde Hundertwasser drie maanden aan de Weense kunstacademie maar verder was hij autodidact. Toen hij in 1949 ontdekte dat het Slavische woord sto of sta honderd betekent, bedacht hij zijn pseudoniem. Van 1949 tot 1951 maakte hij uitgebreide studiereizen naar Parijs, Marrakech, Tanger, Tunesië, Italië en Spanje. In 1953 stelde hij zijn kunsttheorie van het transautomatisme op. Reeds in de jaren 50 verzette Hundertwasser zich tegen het rationalisme in de architectuur dat naar zijn idee te weinig oog had voor de mens. In Florence ontmoette hij de jonge Franse schilder Rene Brô en zij werden vrienden voor het leven.
Hundertwasser trouwde in 1958 met Herta Leitner. Twee jaar later volgde echtscheiding. Hij hertrouwde in 1962 met de Japanse kunstenares Yuko Ikewada, die in 1966 van hem scheidde. Op dat moment was hij erg gevierd in de kunstwereld.
In de vroege jaren vijftig begon hij zich te verdiepen in de architectuur. Hij werkte tevens op het gebied van de toegepaste kunst met ontwerpen van vlaggen, postzegels, munten en affiches. Zijn bekendste vlag is de Koru Vlag, een alternatieve vlag voor Nieuw-Zeeland. Naast postzegels voor de Oostenrijkse Post ontwierp hij zegels voor de Kaapverdische Eilanden en voor de Verenigde Naties ter gelegenheid van de 35ste verjaardag van de Universele verklaring van de rechten van de mens.
In 1962 brak Hundertwasser door met zijn bijdrage aan de Biënnale van Venetië. In 1967 en 1968 zorgde hij voor opschudding door naakt een betoog over zijn ideeën af te steken. In de jaren '70 kocht Hundertwasser een groot gebied in de Nieuw-Zeelandse regio Bay of Islands waar hij een boerderij bouwde en jaarlijks een groot deel van het jaar zelfvoorzienend leefde. In de jaren '80 bepleitte hij de ecologische architectuur en werden voor het eerst bouwwerken naar zijn ideeën uitgevoerd. In 1980 ontving hij de Grote Oostenrijkse Staatsprijs.
Hundertwasser overleed in 2000 op 71-jarige leeftijd aan de gevolgen van een hartaanval aan boord van de Queen Elizabeth 2 in de Stille Oceaan ter hoogte van Nieuw-Zeeland. Hij werd, naar zijn laatste wens, begraven op zijn boerderij in Nieuw-Zeeland, bij zijn vader en moeder.

## Werk
Hundertwasser was vrijwel uniek in zijn artistieke werk maar er zijn toch wel invloeden te bespeuren van andere kunstenaars. In zijn architectuur is de invloed van Antoni Gaudí (1852–1926) te zien, vooral in de organische vormen en het tegel- en mozaïekwerk van Hundertwasser. Ook werd hij geïnspireerd door het werk van de Oostenrijkers Egon Schiele (1890–1918) en Gustav Klimt (1862–1918). Hundertwasser was gefascineerd door spiraalvormen en noemde rechte lijnen "goddeloos en immoreel"

### Kunst
De schilderijen van Hundertwasser kenmerken zich door het uitbundig gebruik van kleur, het gebruik van kleine omkaderde vlakken en parallelle (maar niet rechte) lijnen, een fascinatie voor de spiraal en het ontbreken van rechte lijnen. Naast abstracte schilderijen maakte Hundertwasser gestileerd figuratieve schilderijen met als belangrijkste onderwerp gebouwen. Naarmate zijn interesse voor architectuur toenam, begon hij ook meer maquettes te bouwen.

### Architectuur
Kenmerkend voor Hundertwassers architectuur is het vrijwel ontbreken van rechte lijnen. Ook het materiaalgebruik is opvallend: veel keramiek in harde kleuren. Vaak maakt een toren(tje), met daarbovenop een ui-vorm, deel uit van de door hem ontworpen gebouwen. Daarnaast groeien in zijn ontwerpen planten uit de gevel en op het dak. In zijn werk zijn invloeden van Antoni Gaudí en jugendstil terug te vinden.
Vanuit Hundertwassers architectuurfilosofie was een huis de derde huid, naast de menselijke huid en de kledij, respectievelijk eerste en tweede huid.
Enkele van de praktische ideeën van Hundertwasser waren:
- De boomhuurder: een vanuit een binnenbalkon naar buiten groeiende boom die in de zomer schaduw geeft en de lucht zuivert, en in de winter het licht gewoon doorlaat.
- Zuivering van het afvalwater van een gebouw door bakken met waterzuiverende planten die aan de gevel hangen.
- Het raamrecht: het recht van huurders om dat deel van de gevel, dat ze uit het raam leunend kunnen bereiken, naar eigen smaak te veranderen.
- De oogsnede: halfondergrondse gebouwen die eruitzien alsof het aardoppervlak een biljartlaken is waarin een snede is gemaakt en dan aan één zijde is opgetild. De zichtbare gevel is oogvormig. Hundertwasser heeft dit idee toegepast bij zijn ontwerp van het kuuroord Bad Blumau.

### Gebouwen
Enkele gebouwen naar zijn ontwerp zijn:
- (Volks) wooncomplex Hundertwasserhaus (1986) te Wenen
- Wooncomplex In den Wiesen (1993) te Bad Soden am Taunus
- Woon- en winkelcomplex Wohnen unterm Regenturm (1994) in Plochingen
- Hotel en kuuroord (1997) te Bad Blumau
- Markthalle (1998) te Altenrhein
- Hotel Die Grüne Zitadelle (2005) te Maagdenburg, met flats, restaurants, boetieks, ...
- Ronald McDonald Kindervallei (2007) in Houthem Sint Gerlach. In samenwerking met Heinz Springmann is het ontwerp van Hundertwasser uitgewerkt en gerealiseerd. Het is het enige gerealiseerde gebouw van Hundertwasser in Nederland.
- Op het terrein van woon- en werkgemeenschap Swetterhage van Gemiva in Zoeterwoude-Dorp zou een Hundertwasser-activiteitencentrum gerealiseerd worden. De bedoeling was dat dit gebouw in 2020 zou worden geopend.[2] Op 11 maart 2020 maakte Gemiva bekend de kosten niet te kunnen dekken en dientengevolge de bouw niet door te laten gaan.[3]

Hundertwasser was niet enthousiast over het Nieuwe Bouwen: “Deze bouwstijl kun je omschrijven als: gevoel- en emotieloos, dictatoriaal, harteloos, agressief, glad, steriel, zonder ornamenten, koud, onpoëtisch, onromantisch, anoniem en gapende leegte. Een drogbeeld van functionaliteit. Huizen waarin mensen wonen, mogen niet worden overgelaten aan een tegen een cultuurpolitiek agerende architectuurmaffia die nihilistisch esthetische spelletjes met de mensen speelt.(...) als die intellectuele, natuur- en mensvijandige maffia mensen dwingt generaties lang in pervers modernistisch geconcipieerde en zielloos gebouwde huizen te wonen, dan is dat een permanente misdaad. Deze gedwongen acceptatie van dictatoriale huizen door bewoners legt precies de basis voor de algemene geestelijke en lichamelijke nood waaronder onze westerse beschaving, de staat, de natuur en wij allemaal lijden.”
Naast het ontwerpen van nieuwe gebouwen legde Hundertwasser zich toe op de radicale verandering van bestaande gebouwen. Deze verbouwingen gaven hem de bijnaam "gebouwendokter". Enkele voorbeelden zijn:
- Hundertwasserkerk of Sint-Barbarakerk in Bärnbach (1988)
- Snelwegrestaurant Bad Fischau (1990)
- Afvalverbrandings-stadsverwarmingscentrale Spittelau Wenen (1992)

### Gebouwen in Nederland geïnspireerd op Hundertwasser
- Aan de Stegge-Gebouw (2001) in Goor. Ontworpen door architect Barend Scherpbier in opdracht van het aannemersbedrijf Aan de Stegge Bouw & Werktuigbouw te Goor.

## Postzegels
In 1974 herontdekte Hundertwasser een vroegere hobby toen hij de spiraalboom-postzegel voor Oostenrijk ontwierp. Velen vonden het geen 'echte' postzegel. Het ontwerp voor deze zegel werd gemaakt in 1974, te Tunis, als een aquarel en pasteltekening.
Veel van zijn ideeën, zoals "Het recht op creatie", "Overeenkomst met de natuur", "De tweede huid", "Het recht om te kunnen dromen", "Homo Humus Humanitas" en "Raamrecht", zijn vereeuwigd op een serie postzegels van de Verenigde Naties in 1983.